# Alix Aymé
Alix Aymé   (Marsella, 21 de març de 1894 - París, 21 de març de 1989), nascuda Alix Hava, fou una pintora francesa.
Va viure a la Xina i al Vietnam. Professora a l'Escola de Belles Arts d'Indoxina, i hi va reintroduir l'art oblidat de la laca.

## Biografia
Alix Hava va estudiar música i dibuix al Conservatori de Tolosa, mostrant molt talent en totes dues matèries. Finalment va optar per seguir la carrera de dibuix i va marxar a París. Allà va ser alumna del pintor Georges Desvallières i després de Maurice Denis, creadors tots dos dels Tallers d'Art Sacre. Maurice Denis, molt influent com a professor i molt amic durant tota la vida, amb qui es diu que va col·laborar en la decoració de la cúpula del teatre dels Camps Elisis a París, va fundar el moviment del nabis cap al 1890, buscant expressar l'espiritualitat representant el sagrat i reintroduint-lo, així, en l'art. En aquests Tallers d'Art Sacre, en què els estudiants aprenien treballant, com als tallers d'artistes del Renaixement, i que es dediquen a la pintura però també a les altres arts, vitrallls, brodats o escultures, es va formar Alix Aymé.
El 1920 es va casar amb el professor de literatura Paul de Fautereau-Vassel i van marxar a Xangai, i després a Hanoi, on ell estava destinat; era l'època del domini colonial. Alix hi va estudiar les belles arts de la pintura en seda, el treball de la laca i el gravat i va produir aiguaforts i xilografies i va enviar quadres a l'Exposició Colonial de Marsella de 1922. El curs 1925-1926 va ensenyar dibuix al Lycée français Alexandre Yersin (LFAY), de Hanoi.
La parella va tornar a França, on van viure del 1926 al 1928, i va tenir un fill. Va complir aleshores encàrrecs com el d'il·lustrar una edició francesa de Kim, de Rudyard Kipling, El llibre de Job, amb xilografies, i Le diable amoureux, de Jacques Cazotte.
Després es va separar del seu marit i va tornar amb el seu fill a Indoxina, on al 1930 va fer una exposició a la Galerie Portal de Saigon i se li encarregà una missió per al govern francès, en relació amb la preparació de l'Exposició Colonial Internacional de 1931. El 1931 es va casar amb el tinent coronel, més tard general, Georges Aymé, amb qui tindria un altre fill, al 1933. Va viatjar i va pintar a Laos, on es va apropar a la família del rei Sisavang Vong, per a qui va crear grans murals al Palau reial de Luang Prabang –que representen la vida rural a Laos, en escenes que corresponen a les diferents hores del dia, en una mena de paradís terrenal harmònic, vital i serè– que són considerats encara tresors nacionals. Va ser professora a l'École des beaux-arts de l'Indochine (EBAI), on va contribuir al despertar de l'interès per la laca, al costat de Joseph Inguimberty, a partir de 1934.
A més de la laca i la pintura sobre seda, també estigué molt interessada en altres tècniques artístiques de l'Àsia, com la tinta xinesa, la pintura al tremp, la pintura sobre vidre, l'aquarel·la, l'aiguafort així com el carbonet. Va continuar viatjant i pintant a Indoxina, Índia, Ceilan, la Xina, el Japó i Corea fins que tornà a París el 1945.
La invasió japonesa va comportar l'internament en un camp de concentració, la mort del fill gran, de dinou anys, la mort prematura del seu marit en tornar a França. Després de la Segona Guerra Mundial, l'any 1950, Alix Aymé va exposar a la Galerie de l'agence de la France d'outremer una sèrie de laques que posaven en evidència la seva experiència en aquest camp.
Va crear en laca les Estacions del Via Crucis per a la capella del convent Notre-Dame-de-Fidélité de Douvres-la-Délivrande, classificada com a objecte de monuments històrics l'any 2010.

## Exposicions
- Marsella, galeria Moullot.
- Marsella, Exposició Colonial de 1922
- Saigon, Galeria Portal, 1930
- París, Exposició Colonial Internacional de 1931.
- París, galeria Les Deux Iles, 1947.[15]
- París, galeria de França d'ultramar, 1950.[12]
- Baltimore, Evergreen Museum de la Universitat Johns Hopkins, de l'11 març al 30 de setembre de 2012, Alix Aymé, una dona artista a la Indoxina dels anys vint i quaranta. L'exposició presenta el seu desenvolupament artístic al llarg de gairebé quatre dècades, des dels seus primers treballs, influenciats per Maurice Denis, fins a la seva adopció d'elements asiàtics i modernistes en els seus paisatges madurs.[16]

- Va ser una de les artistes presentades, amb una vintena d'obres, en el marc de l'exposició Itinéraire de l’ailleurs, artistes voyageuses de la Belle époque à la seconde guerre Mondiale – 1880-1944 al Palais Lumière d'Évian, al 2022, i després al museu de Pont-Aven el 2023.[17][4]

## Obra
En el catàleg de l'exposició de 2012 a Baltimore a la Universitat Johns Hopkins, se la descriu com «una participant influent en la promoció del modernisme parisenc durant el període d'entreguerres». També destaca la influència de Paul Gauguin i els nabis en la seva obra, així com el seu talent com a «bona colorista».
Es pot trobar obra seva en diverses col·leccions privades a Europa i Nord-amèrica, en diversos museus –les col·leccions del Cabinet des Dessins del Louvre, al Musée des Années Trente de París, al Museu de Belles Arts de La Rochelle i al Museu Evergreen de la Universitat Johns Hopkins de Baltimore– i també en llocs públics com la capella del convent de Notre-Dame-de-Fidélité, a Douvres-la-Délivrande, o les pintures murals del Palau Reial de Luang Prabang, de Laos.

## Llegat
La correspondència que va mantenir al llarg de la vida amb el seu mestre Maurice Denis, es conserva al centre de documentació del Museu departemental Maurice-Denis de Saint-Germain-en-Laye.

## Publicacions
Alix Aymé va publicar diversos articles sobre l'art de la laca a les revistes L'illustration, Tropique, En cours l'Indochina.